# Catherinum albatrossianum
Catherinum albatrossianum är en kräftdjursart som först beskrevs av Henry Augustus Pilsbry 1907.  Catherinum albatrossianum ingår i släktet Catherinum och familjen Scalpellidae. Inga underarter finns listade i Catalogue of Life.